# Placówka Straży Celnej „Czystohorb”

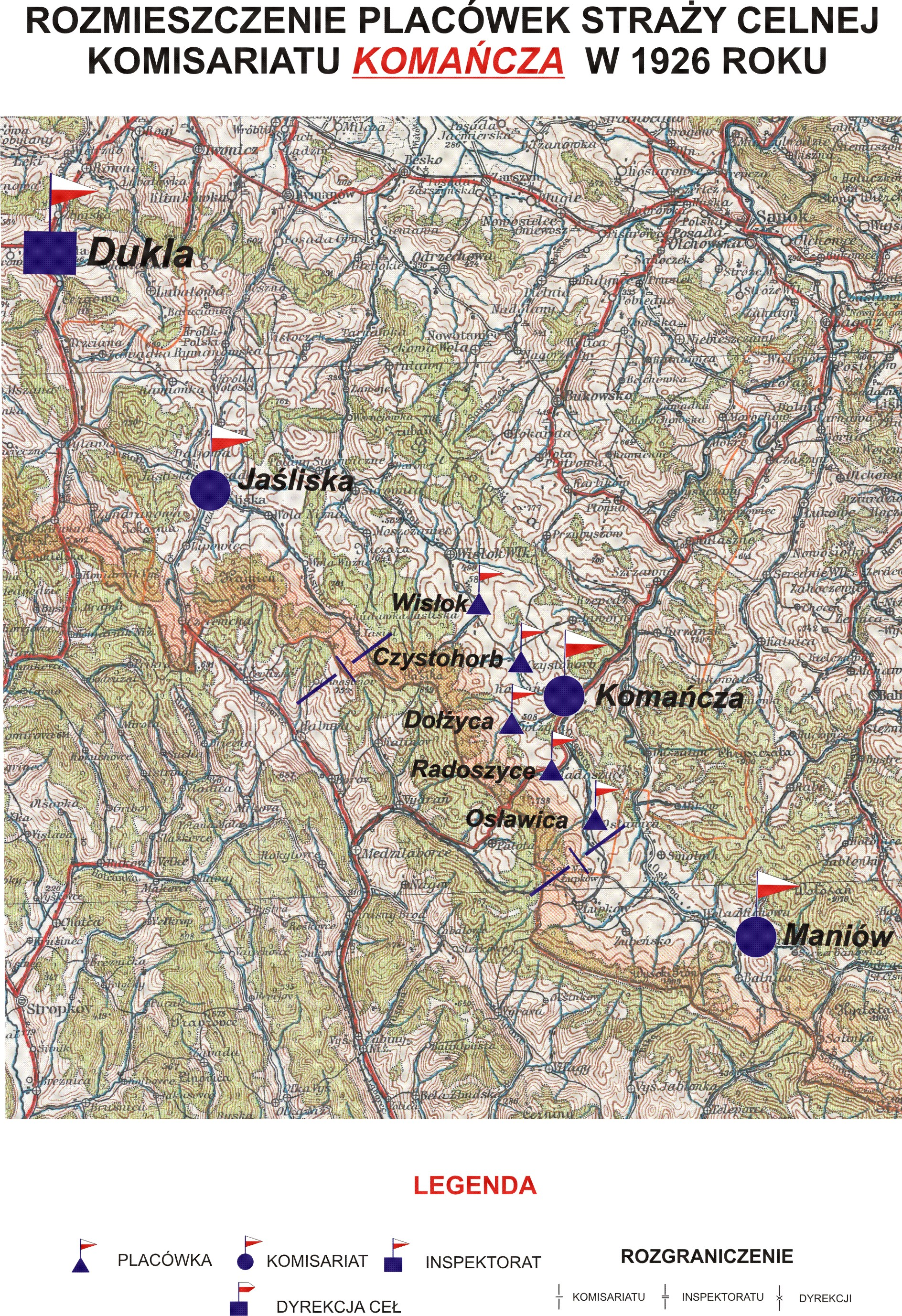
Rozmieszczenie placówek Komisariatu Komańcza w 1926 r.

Placówka Straży Celnej „Czystohorb” – jednostka organizacyjna Straży Celnej pełniąca w okresie międzywojennym służbę ochronną na granicy polsko-czechosłowackiej.

## Formowanie i zmiany organizacyjne
Na wniosek Ministerstwa Skarbu, uchwałą z 10 marca 1920 roku, powołano do życia Straż Celną. Od połowy 1921 roku jednostki Straży Celnej rozpoczęły przejmowanie odcinków granicy od pododdziałów Batalionów Celnych. W 1922 roku w Komańczy stacjonował sztab 3 kompanii 6 batalionu celnego. Kompania wystawiała między innymi placówkę w Czystochorbie. Proces tworzenia Straży Celnej trwał do końca 1922 roku. Placówka Straży Celnej „Czystohorb” weszła w podporządkowanie komisariatu Straży Celnej „Komańcza” z Inspektoratu SC „Dukla”.
W drugiej połowie 1927 roku przystąpiono do gruntownej reorganizacji Straży Celnej. W praktyce skutkowało to rozwiązaniem tej formacji granicznej. Ochronę północnej, zachodniej i południowej granicy państwa przejęła powołana z dniem 2 kwietnia 1928 roku Straż Graniczna.

## Funkcjonariusze placówki
Kierownicy placówki
| stopień    | imię i nazwisko, numer | okres pełnienia służby | kolejne stanowisko |
| ---------- | ---------------------- | ---------------------- | ------------------ |
| przodownik | Kazimierz Fludra (340) | był w 1926             |                    |

Obsada personalna placówki w 1926:
- przodownik Kazimierz Fludra (340)
- starszy strażnik Feliks Lipiński (215)
- strażnik Jan Krupa (1445)
- strażnik Feliks Wielebski (1084)
- strażnik Leon Krzesiński (2220)